# De'Vion Wilson
De'Vion Wilson (18 de mayo de 2000) es un deportista estadounidense que compite en atletismo, especialista en las carreras de vallas. En los Juegos Panamericanos de 2023 obtuvo una medalla de plata en la prueba de 110 m vallas.

## Palmarés internacional
| Juegos Panamericanos | Juegos Panamericanos | Juegos Panamericanos | Juegos Panamericanos |
| Año                  | Lugar                | Medalla              | Prueba               |
| -------------------- | -------------------- | -------------------- | -------------------- |
| 2023                 | Santiago (Chile)     | Medalla de plata     | 110 m vallas         |